# Alexandru Clenciu

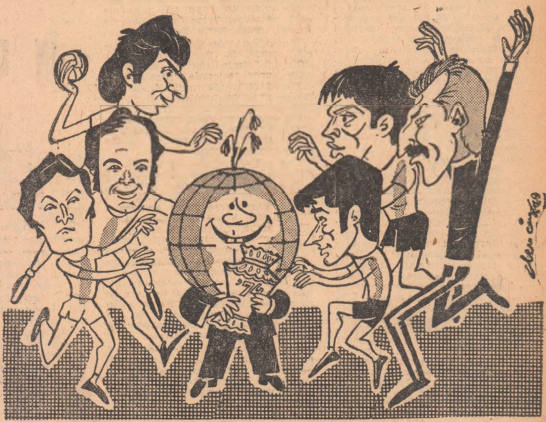
Caricatura din 1974: Finala Campionatului Mondial de Handbal: R.D. Germania - România

Alexandru Clenciu (n. 9 decembrie 1913, Negru Vodă, județul Constanța – d. 25 iulie 2000, București) a fost un caricaturist și epigramist român.
A absolvit Liceul "Al. Papiu Ilarian" din Târgu Mureș în 1932, lucrând ca artist plastic, dar și ca scriitor.

## Volume publicate
- Clenciuri (1973)
- Eu și restul lumii, dueluri epigramatice (1974)
- Dragi fumători începători, catrene (1975)
- Epigrame desenate bune pentru sănătate (1976) - în colaborare
- 100 de sportivi români văzuți și comentați de Al. Clenciu (Ed. Sport-Turism, 1978)
- "Idoli" cu crampoane (Ed. Sport-Turism, 1980)
- Proiectile cu venin, epigrame și portrete (1997)
- 101 de fotbaliști romîni(Ed. Divertis, 1990)
- Oglinzi de hârtie, antologie de umor (fără an)
- 101 epigramiști retușați și încondeiați (2001)